# Öster-Vattnan
Öster-Vattnan är en sjö i Härjedalens kommun i Härjedalen och ingår i Ljusnans huvudavrinningsområde. Sjön har en area på 3,32 kvadratkilometer och ligger 753,1 meter över havet. Sjön avvattnas av vattendraget Skomstjärnån.

## Delavrinningsområde
Öster-Vattnan ingår i det delavrinningsområde (691481-133911) som SMHI kallar för Utloppet av Öster-Vattnan. Medelhöjden är 780 meter över havet och ytan är 19,72 kvadratkilometer. Räknas de 11 avrinningsområdena uppströms in blir den ackumulerade arean 44,57 kvadratkilometer. Skomstjärnån som avvattnar avrinningsområdet har biflödesordning 3, vilket innebär att vattnet flödar genom totalt 3 vattendrag innan det når havet efter 391 kilometer. Avrinningsområdet består mestadels av skog (71 procent). Avrinningsområdet har 3,51 kvadratkilometer vattenytor vilket ger det en sjöprocent på 17,8 procent.